# Paltothemis cyanosoma
Paltothemis cyanosoma är en trollsländeart som beskrevs av Rosser W. Garrison 1982. Paltothemis cyanosoma ingår i släktet Paltothemis och familjen segeltrollsländor. IUCN kategoriserar arten globalt som otillräckligt studerad. Inga underarter finns listade i Catalogue of Life.